# Duane Glinton
Duane Glinton (Livermore, 16 marzo 1982) è un ex calciatore statunitense con ascendenza di Turks e Caicos, di ruolo difensore.
È il fratello di Gavin Glinton.

## Carriera
Ha giocato dal 2000 al 2002 nella squadra universitaria dei Bradley Braves e nella stagione 2006 con gli Ogden Outlaws, squadra della United Soccer Leagues Premier Development League. Dal 2004 gioca con la nazionale di calcio di Turks e Caicos, di cui è originario il padre. Avendo disputato 9 incontri, è al 2011 il secondo giocatore con più presenze della nazionale caraibica dopo Philip Shearer.